# Alpioniscus christiani
Alpioniscus christiani is een pissebed uit de familie Trichoniscidae. De wetenschappelijke naam van de soort is voor het eerst geldig gepubliceerd in 1983 door Potocnik.